# Henri Arden
Pour les articles homonymes, voir Arden.
Henri Arden (Anvers, 1858 - Bruxelles, 1917) est un peintre belge de la fin du XIXe et du début du XXe siècle.

## Biographie
Henri Arden est connu principalement pour ses marines, peignant dans ses tableaux des scènes et paysages des ports belges (bateaux, ports grouillants de monde, etc.). C'est ainsi que nous sont parvenues des compositions évoquant les grandes villes flamandes (Vue du port d'Anvers, Environs d'Harlem).
Arden s'est beaucoup intéressé à la lumière et au rendu des couleurs de la mer et du ciel, en fonction des fluctuations climatiques (Mauvais Temps au large) ou des différents moments de la journée (Voiliers au lever du soleil, Voiliers au coucher du soleil), démarche qui le rapproche de l'impressionnisme.

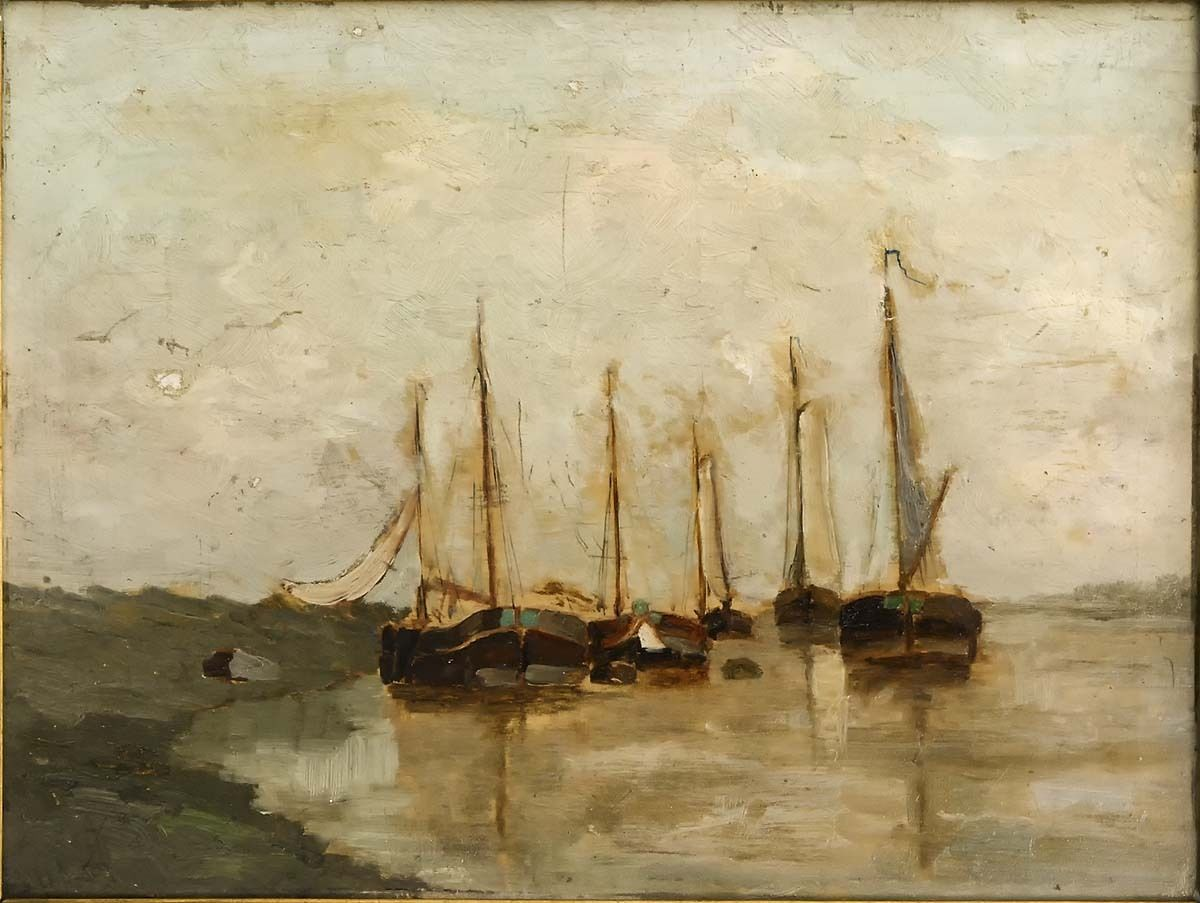
Bateaux de pêche ancrés dans la rade, par Henri Arden, collection particulière.

Signe : H. Arden

## Galerie

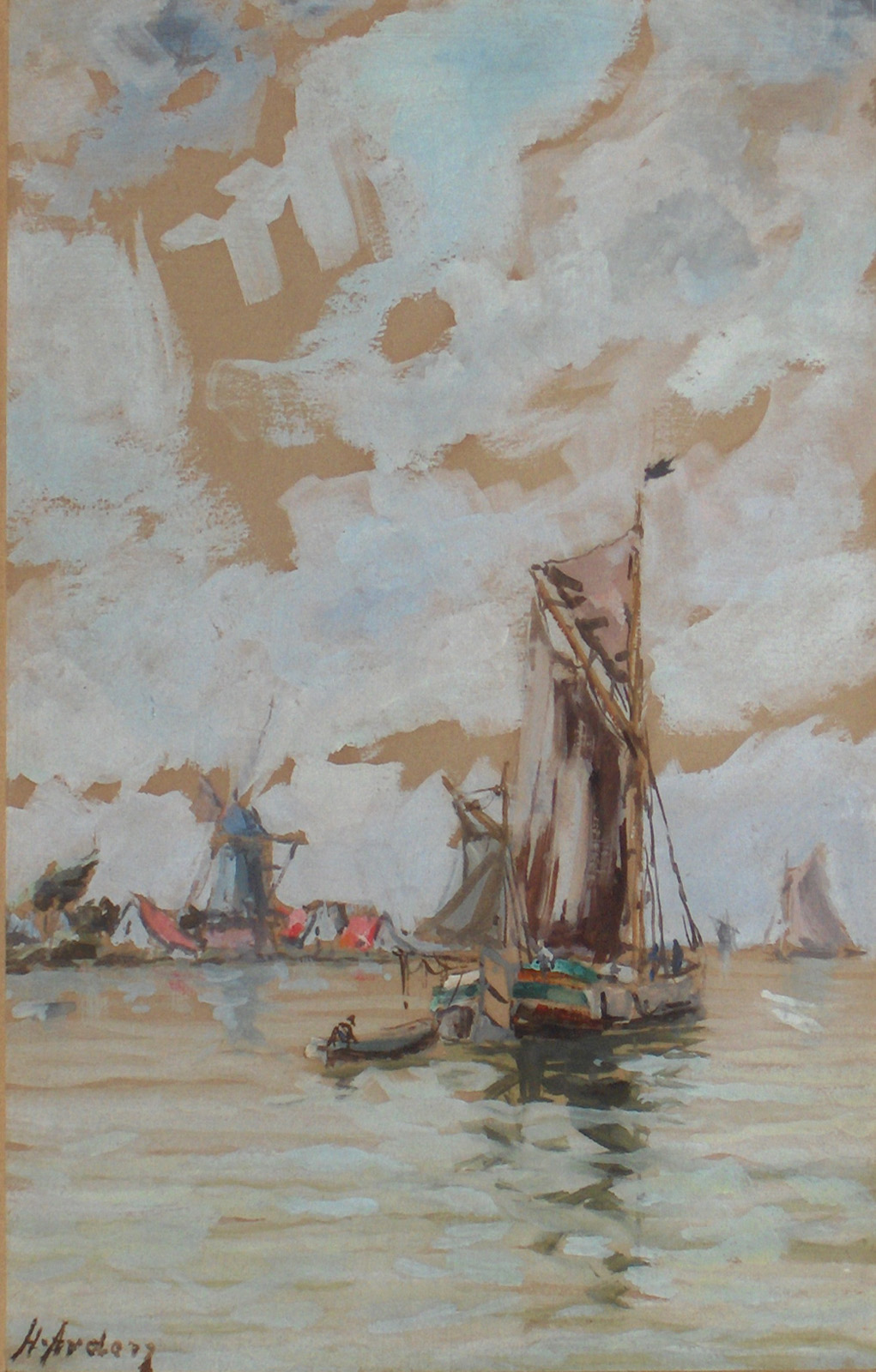
L'Escaut par Henri Arden, 38 cm × 27 cm, collection particulière.
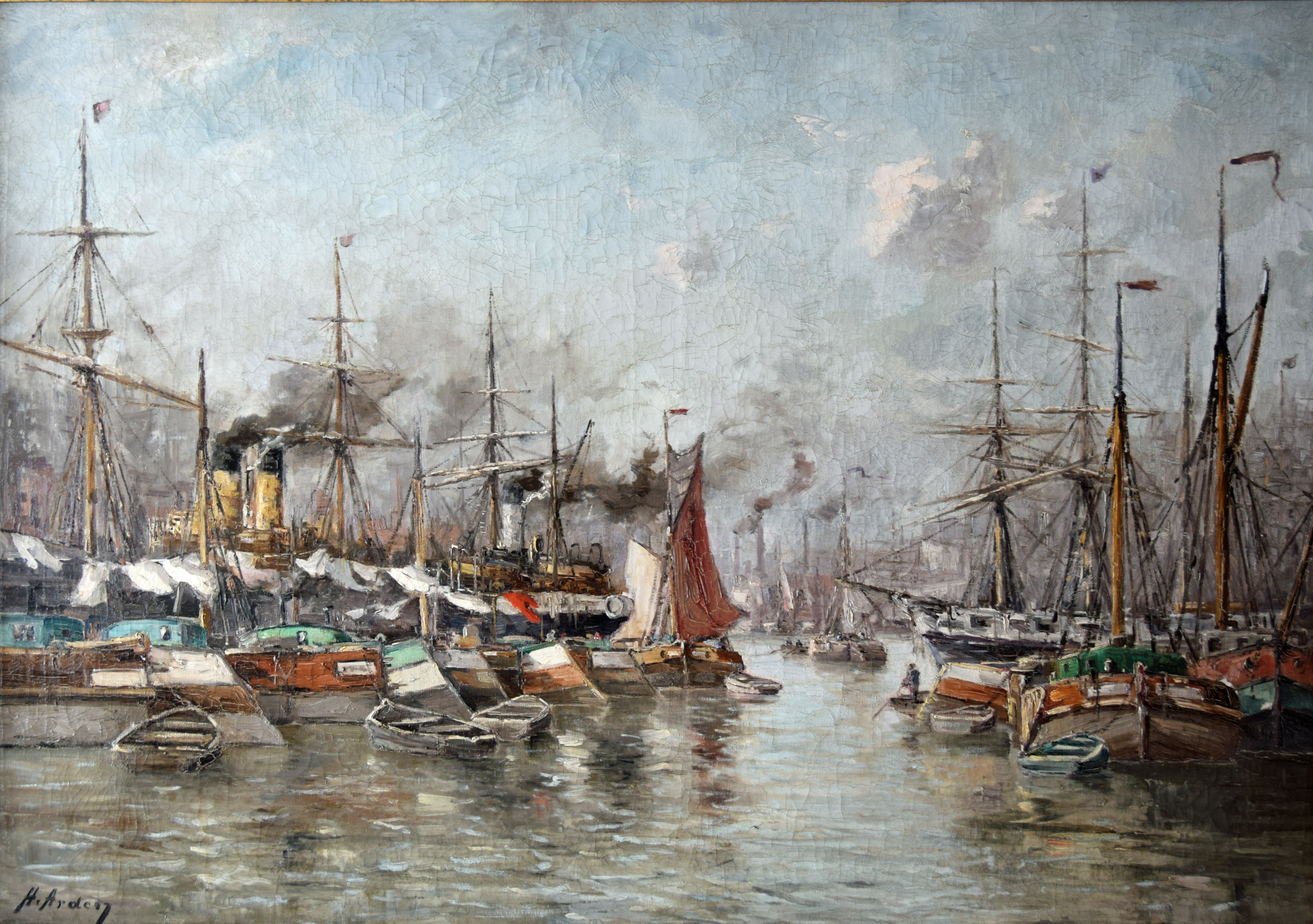
Le port par Henri Arden, collection particulière.
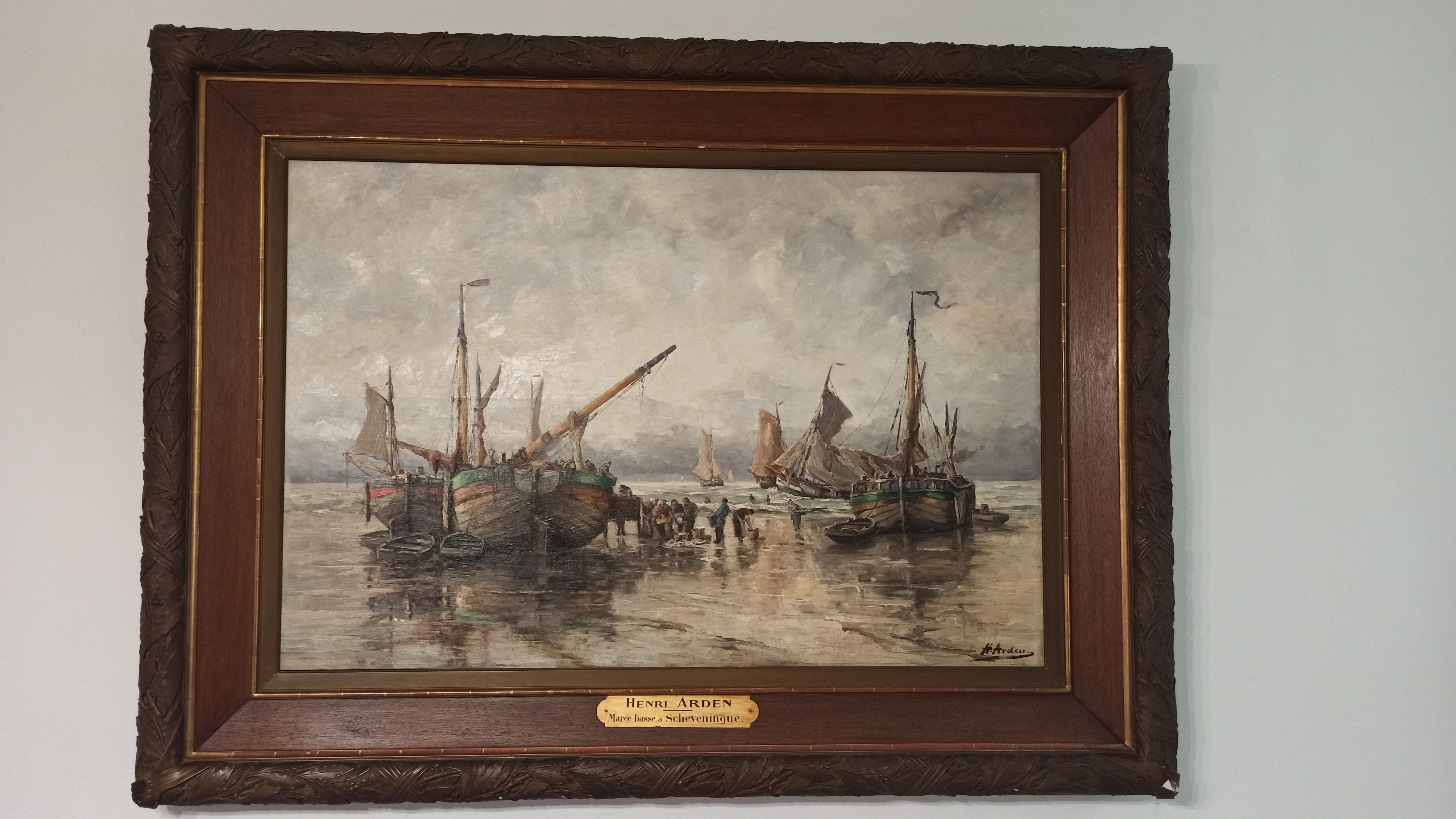
Marée basset á Scheveningen- Henri Arden Private collection in Poland 200cmx140cm
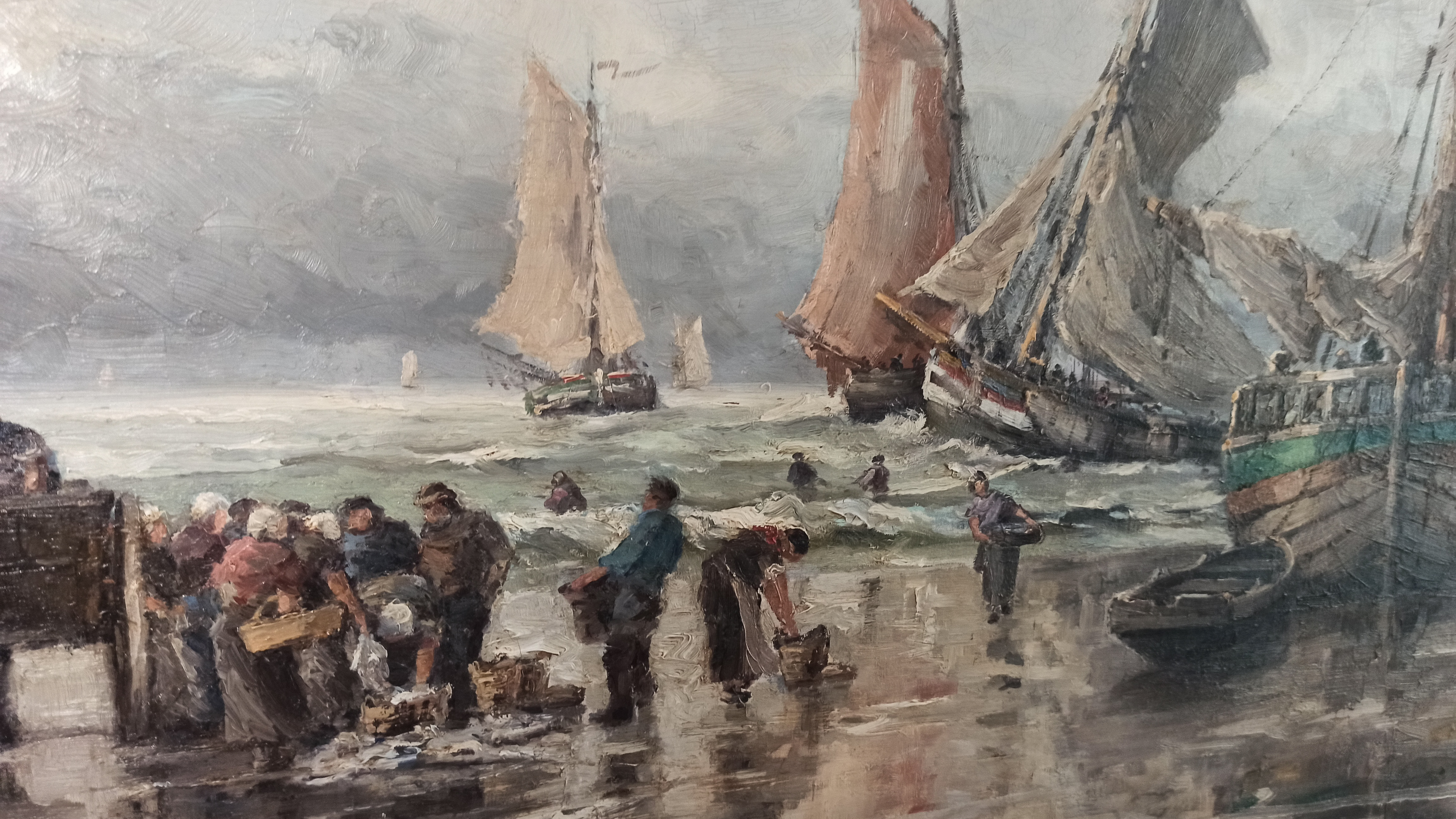
Marée basse àScheveningen - Henri Arden detal Private collection in Poland